# Семехув (Лодзинське воєводство)
Семехув (пол. Siemiechów) — село в Польщі, у гміні Відава Ласького повіту Лодзинського воєводства.
Населення — 106 осіб (2011).
У 1975-1998 роках село належало до Серадзького воєводства.

## Демографія
Демографічна структура станом на 31 березня 2011 року:
|          | Загалом | Допрацездатний вік | Працездатний вік | Постпрацездатний вік |
| -------- | ------- | ------------------ | ---------------- | -------------------- |
| Чоловіки | 57      | 7                  | 41               | 9                    |
| Жінки    | 49      | 5                  | 26               | 18                   |
| Разом    | 106     | 12                 | 67               | 27                   |